# Shalom Sharabi
Sar Shalom Sharabi (en hebreo: שר שלום שרעבי), también conocido como Rashash, Shemesh o rabino Shalom Mizrahi Sharabi (Shara'b As Salam, Yemen, Imperio otomano, 1720-Jerusalén, Imperio otomano, 1777), fue un rabino yemenita, un cabalista, un jazán y un maestro de la halajá (la ley judía).
De mayor fue el director de la yeshivá y sinagoga Beit El, ubicada en la ciudad vieja de Jerusalén. Su hija se casó con el rabino Chaim Abraham Gaguin de Jerusalén, el tatarabuelo de Shem Tov Gaguin, el Keter Shem Tov. Su nieto fue el rabino mayor Chaim Abraham Gaguin.

## Biografía
De Yemen emigró a Palestina, entonces bajo dominio otomano. De camino a Palestina, estuvo en la India, en Irak, y en Siria. En Damasco, estuvo implicado en una disputa sobre la halajá, la ley judía, relacionada con la cantidad mínima de matzá que una persona debe comer durante el Séder de Pésaj.
En Palestina causó una profunda impresión a los sabios y a los rabinos del lugar, y es a menudo mencionado en sus libros. En la yeshivá Bet El, Sharabi pertenecía a un grupo de doce mekubalim, entre ellos: Jaim Yosef David Azulai (Jidá), el rabino Haim de la Rosa (Torat Chacham), el rabino Yom Tov Algazi y otros sabios de las congregaciones yemenitas y sefardíes. Sharabi permaneció en la yeshivá Bet El y se convirtió en el rosh yeshivá (director de la yeshivá) un cargo que ejerció hasta su fallecimiento. Sharabi era un devoto de las enseñanzas religiosas del gran rabino y cabalista Isaac Luria, el inventor de la Cábala luriánica.
La tradición popular relaciona la partida de Sharabi del Yemen, con un milagro que tuvo lugar después de que una rica mujer musulmana, supuestamente intentó seducir al rabino. En la Yeshivá de Bet El, Sharabi trabajó como sirviente, y ocultó sus conocimientos a los otros, cuando su conocimiento de la Cábala, fue descubierto accidentalmente, se convirtió en un miembro del círculo cabalístico. Según una leyenda, el profeta Eliyahu Hanaví se le aparecía, y los principales cabalistas creían que Sharabi era un fiel seguidor del Arizal HaKadosh.
Su nieto, Solomon Moses Hai Gaguin Sharabi, escribió un poema de alabanza, sobre su dominio de las obras cabalísticas Etz Jaim y Shmone Shaarim del rabino Jaim Vital. Los miembros de la yeshivá Bet El, continúan postrandose ante su tumba, situada en el Monte de los Olivos, en el aniversario de su defunción. Existe la creencia popular que Sharabi fue el autor del milagro que abrió el Muro de las Lamentaciones (el Kotel) a los visitantes judíos.

## Obras y escritos
Fue uno de los primeros comentaristas de las obras del rabino cabalista Isaac Luria como el Arizal Hakadosh. Su libro de oraciones, Sidur Kavanot HaRashash (en hebreo: סידור כוונות הרש"ש), es usado actualmente por los cabalistas, durante la oración, la meditación, y el estudio en la yeshivá. Es un sidur que tiene diversos comentarios, y cuenta con extensas meditaciones cabalísticas.
Entre sus obras se encuentran los siguientes escritos, los cuales incluyen: Emet ve-Shalom, Rehovot ha-Nahar, Derech Shalom y Nahar Shalom, obra en la cual Sharabi responde a 70 preguntas de los jajamim (sabios) de Túnez, quienes estaban entre las autoridades rabínicas sefardíes del siglo XVIII.
Sharabi también comentó las minhaguim (costumbres) de los judíos yemenitas, y las recopiló en varios volúmenes. Existe también una edición exclusiva del Shulján Aruj, donde ofrece su interpretación sobre las halachot (leyes rabínicas), así como diversas anotaciones sobre las costumbres de la comunidad judía yemení. Estos volúmenes son todavía usados por la comunidad judía yemení, para tomar decisiones legales en materia de halajá, en los asuntos relacionados con las festividades, el matrimonio y el shabat.